# 平安海進
平安海進（へいあんかいしん）とは、8世紀から12世紀にかけて発生した大規模な海水準の上昇（海進現象）のこと。ロットネスト海進とも呼ばれているが、日本における当該時期が平安時代と重なるため、この名称が用いられている。
ローズ・フェアブリッジ教授の海水準曲線によると、8世紀初頭（日本の奈良時代初期）の海水面は、現在の海水面より約1メートル低かった。10世紀初頭には現在の海水面まで上昇した。11世紀前半には現在の海水面より約50センチメートル低くなった。12世紀初頭に現在の海水面より約50センチメートル高くなった。
日本においても平安海進の影響は大きく、特に縄文海進の時にも大規模な海進が生じた関東地方ではそれが顕著であった。例えば、戸籍の一部が残されていることで知られている下総国葛飾郡大嶋郷は現在の東京都葛飾区及び江戸川区の太日川（江戸川）の自然堤防及びその周辺にあったと推定され、現地では大嶋郷の集落の一部とみられる遺跡（葛飾区の新宿町遺跡など）が発見されているが、8世紀まで順調に発展してきた集落が9世紀に入ると突然姿を消している。それを裏付けるかのように承平年間に著された『和名類聚抄』の郷名の一覧からは大嶋郷の名前は姿を消している。こうした変化は海進によって現在の東京低地（東京都の下町地域の低地）への大規模な海水の浸水・荒廃化をもたらしたことが原因と考えられ、また周辺地域の陸路・水路の交通路や交易圏の動向にも大きな影響を与えたと考えられている。しかし一方で、同地域の江戸川沿いの海抜は比較的高く、0.5メートルほどの海進では水没しない地域が大半であるため、大嶋郷の荒廃化について原因は定かではない。中世の博多を描いた博多古図や博多往古図には、現在よりも大幅に海岸線が後退した様子が描かれている。